# Il levantino
Il levantino (in inglese, The Levanter) è un romanzo dell'autore britannico Eric Ambler, edito nel 1972.
Il libro ha vinto il premio Gold Dagger. In italiano è stato tradotto per la prima volta da Bruno Oddera nel 1973.

## Trama
Michael Howell è un "meticcio levantino" che ha ereditato l'azienda di famiglia in Medio Oriente. Viene costretto dalla Palestine Action Force (PAF) a produrre bombe per loro. La storia è incorniciata dalla descrizione di Salah Ghaled, un terrorista ed estorsore palestinese, fatta da un giornalista.
L'azienda di Howell subisce il congelamento dei suoi beni in Siria da parte del nuovo governo socialista. Per trarre vantaggio dalla situazione, Howell propone al governo varie joint venture, concedendo alle sue società estere diritti esclusivi di esportazione. Una di queste è una fabbrica di batterie. La sua amante e collega, Teresa, scopre che l’azienda sta ordinando materiali extra non autorizzati. Howell capisce che sono componenti per esplosivi e, visitando la fabbrica di notte, scopre che un impiegato sta tenendo corsi di fabbricazione di bombe. La guardia di sicurezza si rivela essere proprio Ghaled, che minaccia Howell e Teresa, costringendoli a collaborare con la PAF. Li obbliga a firmare false confessioni di essere spie israeliane e a procurare componenti cruciali per detonatori.
Ghaled ha due piani: il primo è distribuire centinaia di bombe in valigetta sugli autobus turistici in Israele, facendole esplodere simultaneamente tramite ricevitori radio prodotti da Howell. Il secondo è bombardare la costa di Tel Aviv da una piccola imbarcazione, schermata dai radar grazie a una nave più grande di Howell. Durante il viaggio sulla nave, Howell ordina segretamente al capitano di mantenere la distanza dalla costa per impedire il bombardamento. Scoppia una lotta tra l’equipaggio e gli uomini di Ghaled, e Howell riesce a uccidere Ghaled e a distruggere il telecomando delle bombe.
Tuttavia, le autorità israeliane avevano già neutralizzato le bombe intercettando e trasmettendo in anticipo il segnale di detonazione, reso disponibile da un componente fornito da Howell.

## Edizioni
- Eric Ambler, Il levantino, traduzione di Bruno Oddera, Milano, Collana Scrittori italiani e stranieri, Mondadori, 1973, 1991.
- Eric Ambler, Il levantino, traduzione di Franco Salvatorelli, Milano, Collana gli Adelphi n.320, 2008, ISBN 978-88-459-2242-8.